# Magnus Retsius Grødem
Magnus Retsius Grødem (Bryne, 14 agosto 1998) è un calciatore norvegese, centrocampista dell'Yverdon.

## Carriera

### Club
Retsius Grødem è cresciuto nelle giovanili del Bryne. Il 6 aprile 2015 ha esordito in prima squadra, in 1. divisjon: ha sostituito Robert Undheim nella vittoria casalinga per 2-1 sul Nest-Sotra. Il 5 luglio successivo ha siglato la prima rete, nella sconfitta interna per 2-3 subita contro il Fredrikstad.
Il 17 agosto 2016, Retsius Grødem si è trasferito al Vålerenga, per cui ha firmato un contratto valido fino al 31 dicembre 2019. Il successivo 6 novembre ha debuttato in Eliteserien, trovando anche la rete nella vittoria per 0-2 arrivata in casa del Viking.
Il 15 agosto 2017 è stato ceduto all'Ullensaker/Kisa con la formula del prestito. Due giorni più tardi ha disputato la prima partita in squadra, subentrando ad Ole Andreas Nesset nella sconfitta per 1-2 subita contro lo Start. Il 17 settembre ha siglato il primo gol, nel 3-0 sul Florø.
A fine stagione ha fatto ritorno al Vålerenga per fine prestito. Nel corso della stagione 2018 ha totalizzato 26 presenze in squadra, tra campionato e coppa nazionale, mettendo a referto una marcatura. Il 7 settembre dello stesso anno ha prolungato il contratto che lo legava al club, fino al 31 dicembre 2021.
Il 4 marzo 2019 è passato nuovamente in prestito all'Ullensaker/Kisa. L'accordo prevedeva che il giocatore sarebbe rimasto in squadra per tutta la stagione, ma l'11 giugno il Vålerenga lo ha richiamato per inserirlo nelle proprie rotazioni.
Il 27 agosto 2019, i danesi del Vejle hanno ufficializzato l'acquisto di Retsius Grødem, col giocatore che ha firmato un contratto quadriennale. Il 2 ottobre successivo è arrivato il debutto in 1. Division, sostituendo Arbnor Muçolli nello 0-0 contro l'HB Køge.
Il 3 giugno 2020 ha fatto ritorno in Norvegia, trasferendosi in prestito al Sandnes Ulf fino al 30 giugno 2021. Il 3 luglio ha esordito con questa maglia, realizzando anche una doppietta nella vittoria per 4-3 sull'Øygarden. Il 29 settembre 2020, il Sandnes Ulf ha acquistato a titolo definitivo il cartellino del giocatore, che ha firmato un contratto triennale con il club.
Il 6 maggio 2021, Retsius Grødem è stato acquistato dal Molde, per cui ha siglato un accordo valido fino al 31 dicembre 2024. Il 16 maggio ha disputato la prima gara in squadra, sostituendo Eirik Hestad nel 4-0 sul Brann. L'11 luglio è arrivata la prima rete, nel 5-0 sull'Odd. Il 22 luglio 2021 ha esordito nelle competizioni UEFA per club, nello specifico nei turni preliminari della Conference League: è sceso in campo in sostituzione di Magnus Wolff Eikrem nella vittoria per 3-0 sul Servette.
Il 1º maggio 2022 ha vinto il primo trofeo della sua carriera, giocando uno spezzone della finale del Norgesmesterskapet contro il Bodø/Glimt, terminata 1-0.
Il 16 gennaio 2024, il Molde ha annunciato la cessione di Retsius Grødem agli svizzeri dell'Yverdon.

### Nazionale
Retsius Grødem ha giocato per la Norvegia a livello Under-16, Under-17, Under-18, Under-19 e Under-21. Per quanto concerne quest'ultima rappresentativa, ha debuttato il 7 giugno 2019, subentrando a Lars Olden Larsen nella sconfitta per 3-1 subita contro la Svezia, in amichevole.

## Statistiche

### Presenze e reti nei club
Statistiche aggiornate al 16 gennaio 2024.
| Stagione               | Club                   | Campionato             | Campionato | Campionato | Coppe nazionali | Coppe nazionali | Coppe nazionali | Coppe continentali | Coppe continentali | Coppe continentali | Supercoppe | Supercoppe | Supercoppe | Totale | Totale |
| Stagione               | Club                   | Comp                   | Pres       | Reti       | Comp            | Pres            | Reti            | Comp               | Pres               | Reti               | Comp       | Pres       | Reti       | Pres   | Reti   |
| ---------------------- | ---------------------- | ---------------------- | ---------- | ---------- | --------------- | --------------- | --------------- | ------------------ | ------------------ | ------------------ | ---------- | ---------- | ---------- | ------ | ------ |
| 2015                   | Bryne                  | 1D                     | 15         | 2          | CN              | 2               | 0               | -                  | -                  | -                  | -          | -          | -          | 17     | 2      |
| gen.-ago. 2016         | Bryne                  | 1D                     | 16         | 4          | CN              | 2               | 2               | -                  | -                  | -                  | -          | -          | -          | 18     | 6      |
| Totale Bryne           | Totale Bryne           | Totale Bryne           | 31         | 6          |                 | 4               | 2               |                    | -                  | -                  |            | -          | -          | 35     | 8      |
| ago.-dic. 2016         | Vålerenga              | ES                     | 1          | 1          | CN              | 0               | 0               | -                  | -                  | -                  | -          | -          | -          | 1      | 1      |
| gen.-ago. 2017         | Vålerenga              | ES                     | 5          | 1          | CN              | 1               | 1               | -                  | -                  | -                  | -          | -          | -          | 6      | 2      |
| ago.-dic. 2017         | Ullensaker/Kisa        | 1D                     | 10         | 2          | CN              | -               | -               | -                  | -                  | -                  | -          | -          | -          | 10     | 2      |
| 2018                   | Vålerenga              | ES                     | 21         | 1          | CN              | 5               | 0               | -                  | -                  | -                  | -          | -          | -          | 26     | 1      |
| mar.-giu. 2019         | Ullensaker/Kisa        | 1D                     | 6          | 2          | CN              | 1               | 0               | -                  | -                  | -                  | -          | -          | -          | 7      | 2      |
| Totale Ullensaker/Kisa | Totale Ullensaker/Kisa | Totale Ullensaker/Kisa | 16         | 4          |                 | 1               | 0               |                    | -                  | -                  |            | -          | -          | 17     | 4      |
| giu.-ago. 2019         | Vålerenga              | ES                     | 1          | 0          | CN              | 1               | 0               | -                  | -                  | -                  | -          | -          | -          | 2      | 0      |
| Totale Vålerenga       | Totale Vålerenga       | Totale Vålerenga       | 28         | 3          |                 | 7               | 1               |                    | -                  | -                  |            | -          | -          | 35     | 4      |
| ago. 2019-2020         | Vejle                  | 1D                     | 1          | 0          | CD              | 1               | 0               | -                  | -                  | -                  | -          | -          | -          | 2      | 0      |
| 2020                   | Sandnes Ulf            | 1D                     | 29         | 14         | -               | -               | -               | -                  | -                  | -                  | -          | -          | -          | 29     | 14     |
| 2021                   | Molde                  | ES                     | 19         | 1          | CN              | 4               | 4               | UECL               | 3                  | 0                  | -          | -          | -          | 26     | 5      |
| 2022                   | Molde                  | ES                     | 27         | 7          | CN              | 4               | 3               | UECL               | 11                 | 0                  | -          | -          | -          | 42     | 10     |
| 2023                   | Molde                  | ES                     | 29         | 7          | CN              | 7               | 5               | UCL+UEL            | 2+5                | 0                  | -          | -          | -          | 43     | 12     |
| Totale Molde           | Totale Molde           | Totale Molde           | 75         | 15         |                 | 15              | 12              |                    | 21                 | 0                  |            | -          | -          | 111    | 27     |
| gen.-giu. 2024         | Yverdon                | SL                     | 0          | 0          | CS              | -               | -               | -                  | -                  | -                  | -          | -          | -          | 0      | 0      |
| Totale                 | Totale                 | Totale                 | 180        | 42         |                 | 28              | 15              |                    | 21                 | 0                  |            | -          | -          | 229    | 57     |

## Palmarès

### Club

#### Competizioni nazionali
- Coppa di Norvegia: 1

Molde: 2023